# مارگیت اوتو-کرپن
مارگیت اوتو-کرپن (فرانسوی: Margit Otto-Crépin‎; ۱۹ فوریهٔ ۱۹۴۵ – ۱۹ آوریل ۲۰۲۰) سوارکار اهل فرانسه بود.
وی در مسابقات کشوری و بین‌المللی در مجموع برندهٔ ۱ مدال طلا، ۲ مدال نقره، ۲ مدال برنز شده‌است.